# 柳克丽霞·莫特

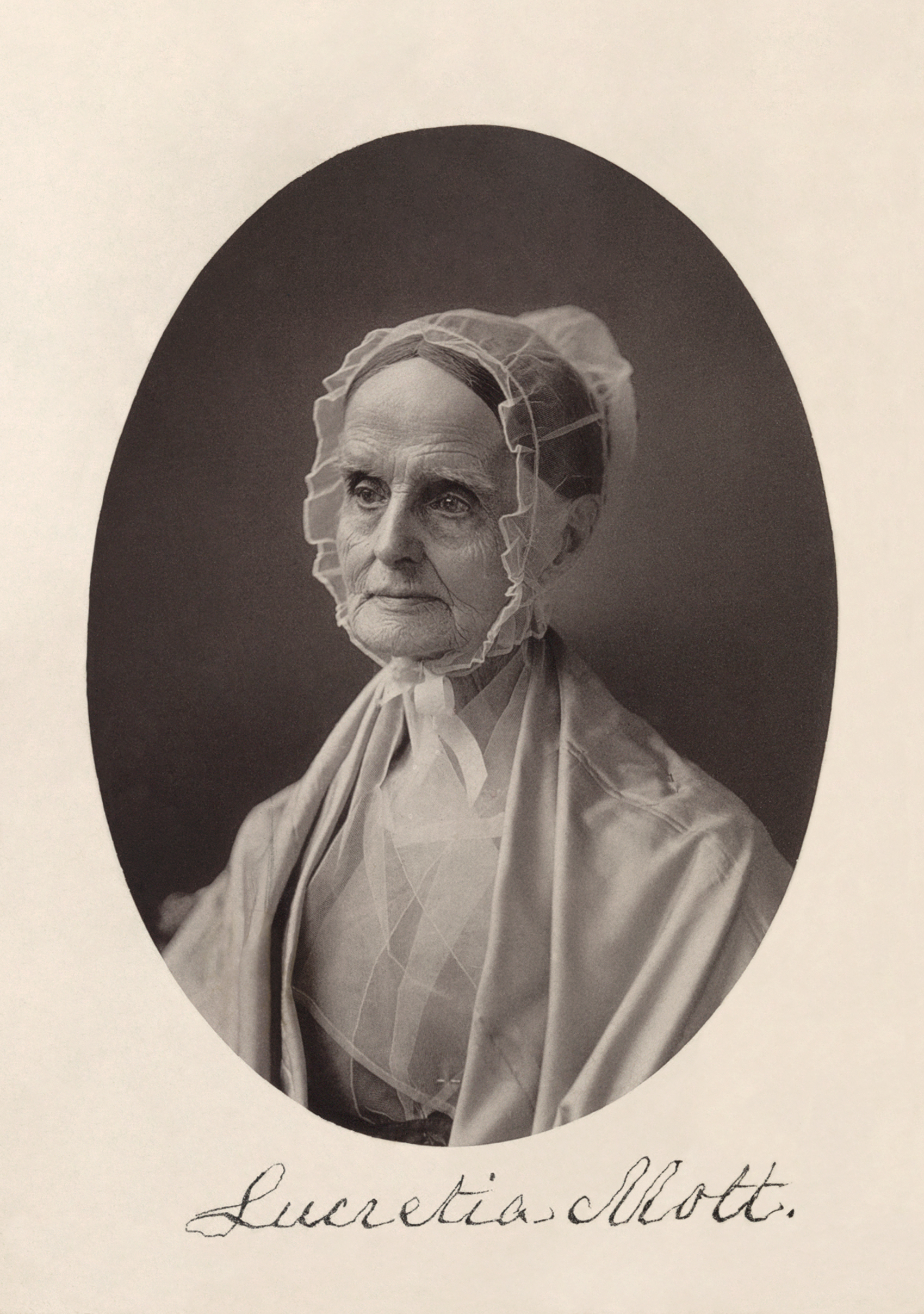
柳克丽霞·莫特

柳克麗霞·莫特（英語：Lucretia Mott，1793年1月3日—1880年11月11日）為美國貴格會教徒、廢奴主義者、女權活動家和社會改革者。當她被排除在1840年于倫敦舉行的世界反奴隸制大會的之外時，她就產生了改革女性社會地位的想法。1848年，簡·亨特邀請她參加由貴格會組織成員和伊利莎白·卡迪·斯坦頓組織的塞內卡瀑布會議，該會議是首次向公眾開放關於婦女權利的聚會，在此期間，莫特与他人共同撰寫了《情感宣言》。
她的演讲能力使她成为重要的废奴主义者、女权主义者和改革者； 成年后，她早先是一名贵格会传教士。 当美国在1865年取缔奴隶制时，她主张给予前奴隶，包括男性和女性投票权（选举权）。 直到1880年去世，她一直是改革运动的核心人物。